# Karmelitinnenkloster Angers
Das Karmelitinnenkloster Angers ist ein Kloster der Karmelitinnen in Angers, Département Maine-et-Loire, im Bistum Angers in Frankreich.

## Geschichte
1626 kamen die ersten Karmelitinnen nach Angers. Ab 1638 nahmen sie ihren heutigen Standort (Rue Lionnaise Nr. 39) in Beschlag und bauten von 1646 bis 1721 Kloster und Kapelle, die inzwischen unter Denkmalschutz stehen. 1792 wurden sie durch die Französische Revolution vertrieben. 1850 wurde das Kloster von Karmelitinnen aus Cahors wiederbesiedelt, die 1855 die Gebäude zurückkauften. Die 1944 durch Bomben zerstörte Kapelle konnte 1952 wieder aufgebaut und 2009 umstrukturiert werden. Der Konvent zählt rund 15 Ordensfrauen.